# Nati nel 1989/Novembre
| Questa pagina contiene informazioni ricavate automaticamente dalle voci biografiche con l'ausilio del template Bio e di un bot. L'aggiornamento è periodico e automatico e ricostruisce completamente la pagina. Se manca una persona in questa lista, sei pregato di non aggiungerla, ma accertati piuttosto che la sua voce biografica contenga il template Bio e che i dati anagrafici siano correttamente compilati. Se il template Bio manca, inseriscilo tu stesso o, in alternativa, metti l'avviso {{tmp\|Bio}} che ne segnala la mancanza. Se i dati riportati sono sbagliati, correggi direttamente la voce biografica; le modifiche saranno visibili in questa lista entro pochi giorni. Per chiarimenti vedi il progetto biografie. La lista contiene solo le 439 persone che sono citate nell'enciclopedia e per le quali è stato implementato correttamente il template Bio. Pagina aggiornata al 2 ago 2025. |

- 1º novembre - Samir Aït Saïd, ginnasta francese
- 1º novembre - Mohamed Benyettou, calciatore algerino
- 1º novembre - Mihail Dudaš, multiplista serbo
- 1º novembre - Michael Egnew, giocatore di football americano statunitense
- 1º novembre - Odmar Færø, calciatore faroese
- 1º novembre - Eduardo Iturrizaga, scacchista venezuelano
- 1º novembre - Jordan Johnson-Hinds, attore canadese
- 1º novembre - Robert Lundström, calciatore svedese
- 1º novembre - André McFarlane, calciatore britannico
- 1º novembre - Jan Morávek, calciatore ceco
- 1º novembre - Jesse Perry, ex cestista statunitense
- 1º novembre - Gabriela Soukalová, ex biatleta ceca
- 2 novembre - Brayan Angulo, calciatore colombiano
- 2 novembre - Phurikulkrit Chusakdiskulwibul, attore televisivo e cantante thailandese
- 2 novembre - Oleksij Dovhyj, calciatore ucraino
- 2 novembre - Tsukuru Hori, arrampicatore giapponese
- 2 novembre - Stevan Jovetić, calciatore montenegrino
- 2 novembre - Vitolo, ex calciatore spagnolo
- 2 novembre - Tibor Pleiß, cestista tedesco
- 2 novembre - Luke Schenn, hockeista su ghiaccio canadese
- 2 novembre - Stian Semb Aasmundsen, calciatore norvegese
- 2 novembre - Katelyn Tarver, cantautrice e attrice statunitense
- 2 novembre - Marcel Titsch-Rivero, calciatore tedesco
- 2 novembre - João Pedro Vilela, giocatore di calcio a 5 brasiliano
- 2 novembre - Anthony Watson, skeletonista e modello giamaicano
- 2 novembre - Edoardo Zardini, ex ciclista su strada italiano
- 2 novembre - Demeu Zhadrayev, lottatore kazako
- 3 novembre - Andrade, wrestler messicano
- 3 novembre - Alexander Brouwer, giocatore di beach volley olandese
- 3 novembre - Fred De Palma, cantautore e rapper italiano
- 3 novembre - Ashleigh Fontenette, ex cestista statunitense
- 3 novembre - Nav, rapper e produttore discografico canadese
- 3 novembre - Joyce Jonathan, cantautrice francese
- 3 novembre - Kim Taek-yong, videogiocatore sudcoreano
- 3 novembre - Kevin Kotzur, cestista statunitense
- 3 novembre - Filipe Joaquim Melo Silva, calciatore portoghese
- 3 novembre - Robert Sands, giocatore di football americano statunitense
- 3 novembre - Adrian Tekliński, ex pistard e ciclista su strada polacco
- 3 novembre - Elliott Tittensor, attore britannico
- 3 novembre - Jefferson White, attore statunitense
- 3 novembre - Zeng Chunlei, pallavolista cinese
- 4 novembre - Saeid Abdevali, lottatore iraniano
- 4 novembre - Charles Abouo, cestista ivoriano
- 4 novembre - Jaber Al-Owaisi, calciatore omanita
- 4 novembre - Axel Bachmann, scacchista paraguaiano
- 4 novembre - Emese Barka, lottatrice ungherese
- 4 novembre - Junes Barny, ex calciatore svedese
- 4 novembre - Jarrett Boykin, giocatore di football americano statunitense
- 4 novembre - Anton Gaddefors, cestista svedese
- 4 novembre - Karol Gruszecki, cestista polacco
- 4 novembre - Emir Halilović, calciatore bosniaco
- 4 novembre - Miroslav Marković, calciatore serbo
- 4 novembre - Raúl Michel Melo da Silva, calciatore brasiliano
- 4 novembre - Paola Montanaro, ex cestista italiana
- 4 novembre - Jennie Öberg, ex fondista svedese
- 4 novembre - Ana Petrović, calciatrice croata
- 4 novembre - Marta Tagliaferro, ex ciclista su strada e pistard italiana
- 4 novembre - Christopher Telo, ex calciatore svedese
- 4 novembre - Enner Valencia, calciatore ecuadoriano
- 4 novembre - Damian Warner, multiplista canadese
- 4 novembre - Chris Wright, cestista statunitense
- 5 novembre - Sinan Akdag, hockeista su ghiaccio tedesco
- 5 novembre - Mario Barcia, calciatore argentino
- 5 novembre - Nick Civetta, rugbista a 15 statunitense
- 5 novembre - Luke DeVere, ex calciatore australiano
- 5 novembre - D.J. Kennedy, cestista statunitense
- 5 novembre - Thomas Konrad, ex calciatore tedesco
- 5 novembre - Víctor Laguardia, ex calciatore spagnolo
- 5 novembre - Francesco Mammola, musicista e docente italiano
- 5 novembre - Zsófia Reisinger, tuffatrice ungherese
- 5 novembre - Ertuğrul Taşkıran, calciatore turco
- 5 novembre - Thomas Tumler, sciatore alpino svizzero
- 6 novembre - Jozy Altidore, calciatore statunitense
- 6 novembre - Miriam Bonaventura, calciatrice italiana
- 6 novembre - Nikola Đurić, calciatore serbo
- 6 novembre - Katerine Duska, cantante e compositrice canadese
- 6 novembre - Brian Fitzpatrick, cestista statunitense
- 6 novembre - Boubacar Fofana, calciatore guineano
- 6 novembre - Alen Győrfi, pilota motociclistico ungherese
- 6 novembre - Aaron Hernandez, giocatore di football americano statunitense († 2017)
- 6 novembre - Jasmin Lord, attrice tedesca
- 6 novembre - Denis Mahmudov, ex calciatore macedone
- 6 novembre - Andrea Mazzarani, calciatore italiano
- 6 novembre - Maren Mjelde, calciatrice norvegese
- 6 novembre - Simon Nessman, supermodello canadese
- 6 novembre - Jonathan Ramis, calciatore uruguaiano
- 6 novembre - Zaur Sadaev, ex calciatore russo
- 6 novembre - Dominik Windisch, ex biatleta italiano
- 6 novembre - Josh Wright, calciatore inglese
- 6 novembre - Kaname Yamaguchi, pallavolista giapponese
- 7 novembre - Renán Addles, calciatore panamense
- 7 novembre - Mame-Ibra Anne, velocista francese
- 7 novembre - Džiugas Bartkus, calciatore lituano
- 7 novembre - Aleksandr Bogomoev, lottatore russo
- 7 novembre - Denise Capezza, attrice italiana
- 7 novembre - Yukiko Ebata, ex pallavolista giapponese
- 7 novembre - Antonio García Aranda, ex calciatore spagnolo
- 7 novembre - Hillary Hurley, pallavolista statunitense
- 7 novembre - Job Kienhuis, nuotatore olandese
- 7 novembre - Alessandro Ligi, calciatore italiano
- 7 novembre - Charlie Saxton, attore statunitense
- 7 novembre - Nadežda Tolokonnikova, attivista, cantante e modella russa
- 7 novembre - Juha Tuomi, ex calciatore finlandese
- 8 novembre - Toufic Ali, calciatore palestinese
- 8 novembre - Othoniel Arce, calciatore messicano
- 8 novembre - Kadeem Coleby, cestista bahamense
- 8 novembre - Víctor Cosme, pallavolista portoricano
- 8 novembre - Nia DaCosta, regista e sceneggiatrice statunitense
- 8 novembre - Lindani Dlamini, principe e politico swazilandese
- 8 novembre - Mohamad Haidar, calciatore libanese
- 8 novembre - Jonathan Meeks, giocatore di football americano statunitense
- 8 novembre - Kalle Leinonen, ex sciatore freestyle finlandese
- 8 novembre - Sanni Leinonen, ex sciatrice alpina finlandese
- 8 novembre - Marcos Liendo, allenatore di pallavolo e ex pallavolista venezuelano
- 8 novembre - Toure' Murry, ex cestista statunitense
- 8 novembre - SZA, cantautrice statunitense
- 8 novembre - Morgan Schneiderlin, ex calciatore francese
- 8 novembre - Giancarlo Stanton, giocatore di baseball statunitense
- 8 novembre - Adam White, pallavolista australiano
- 8 novembre - Han Xing, tennistavolista della Repubblica del Congo
- 8 novembre - Can Yaman, attore e modello turco
- 9 novembre - Gianluca Bezzina, cantante e chirurgo maltese
- 9 novembre - Marcus Daniell, ex tennista neozelandese
- 9 novembre - Alberto Gerbo, calciatore italiano
- 9 novembre - Baptiste Giabiconi, modello e cantante francese
- 9 novembre - Guillaume Gigliotti, calciatore francese
- 9 novembre - Alix E. Harrow, scrittrice statunitense
- 9 novembre - Billy Howle, attore britannico
- 9 novembre - Lucía Martelli, ex calciatrice argentina
- 9 novembre - Srdjan Nadazdin, pallavolista statunitense
- 9 novembre - Eleonora Petralia, calciatrice italiana
- 9 novembre - Kyle Rudolph, ex giocatore di football americano statunitense
- 9 novembre - David Snow, giocatore di football americano statunitense
- 10 novembre - Daniel Agyei, ex calciatore ghanese
- 10 novembre - Jasmine Suraya Chin, attrice malese
- 10 novembre - Taron Egerton, attore e cantante gallese
- 10 novembre - Ana Fernández García, attrice spagnola
- 10 novembre - Shō Hanai, calciatore giapponese
- 10 novembre - Brendon Hartley, pilota automobilistico neozelandese
- 10 novembre - Nikita Kljukin, hockeista su ghiaccio russo († 2011)
- 10 novembre - Matteo Marchetti, arbitro di calcio italiano
- 10 novembre - Adrian Nikçi, ex calciatore svizzero
- 10 novembre - Kjeld Nuis, pattinatore di velocità su ghiaccio olandese
- 10 novembre - Inha Orjechova, cestista ucraina
- 10 novembre - Akari Oumi, pallavolista giapponese
- 10 novembre - Vinston Painter, giocatore di football americano statunitense
- 10 novembre - Lukáš Palyza, cestista ceco
- 10 novembre - Jacob Pullen, cestista statunitense
- 10 novembre - Alex Muralha, calciatore brasiliano
- 10 novembre - Martin Sinković, canottiere croato
- 10 novembre - Gilvan Souza Correa, calciatore brasiliano
- 10 novembre - Scott Suggs, cestista statunitense
- 10 novembre - Willem Wauters, ex ciclista su strada belga
- 10 novembre - Maja Škorić, cestista serba
- 11 novembre - Radu Albot, tennista moldavo
- 11 novembre - Dragoș Balauru, calciatore rumeno
- 11 novembre - Nick Blackman, ex calciatore barbadiano
- 11 novembre - Ibai Gómez, allenatore di calcio e ex calciatore spagnolo
- 11 novembre - Hans Hach Verdugo, tennista messicano
- 11 novembre - Ali Khadivar, velocista iraniano
- 11 novembre - Kim Un-ju, sollevatrice nordcoreana
- 11 novembre - Darryl Lachman, calciatore olandese
- 11 novembre - Devon Makin, calciatore beliziano
- 11 novembre - Artak Margaryan, lottatore francese
- 11 novembre - Sofia Mattsson, lottatrice svedese
- 11 novembre - Chiaki Omigawa, attrice e doppiatrice giapponese
- 11 novembre - Paul Papp, calciatore rumeno
- 11 novembre - Giacomo Perez-Dortona, ex nuotatore francese
- 11 novembre - Joe Ragland, cestista statunitense
- 11 novembre - Simeon Rajkov, ex calciatore bulgaro
- 11 novembre - Robin Ramírez, calciatore paraguaiano
- 11 novembre - Adam Rippon, ex pattinatore artistico su ghiaccio statunitense
- 11 novembre - Malakai Savieti, calciatore tongano
- 11 novembre - Sheebah, cantante ugandese
- 11 novembre - Reina Tanaka, cantante, doppiatrice e modella giapponese
- 11 novembre - Zargo Touré, calciatore senegalese
- 11 novembre - Joan Truyols, ex calciatore spagnolo
- 12 novembre - Raymond Ablack, attore canadese
- 12 novembre - Waleed Bakshween, calciatore saudita
- 12 novembre - Ariel Behar, tennista uruguaiano
- 12 novembre - Jana Bieger, ex ginnasta statunitense
- 12 novembre - Courtney Clements, ex cestista statunitense
- 12 novembre - Jessy Dubai, attrice pornografica messicana
- 12 novembre - Prajnesh Gunneswaran, ex tennista indiano
- 12 novembre - Hiroshi Kiyotake, calciatore giapponese
- 12 novembre - Pufuleti, rapper italiano
- 12 novembre - Athanasios Ntinas, ex calciatore greco
- 12 novembre - Enrico Pepe, calciatore italiano
- 12 novembre - Nikola Prelčec, calciatore croato
- 12 novembre - Philipp Riese, allenatore di calcio e ex calciatore tedesco
- 12 novembre - Kendall Wright, giocatore di football americano statunitense
- 13 novembre - Jorge Brian Díaz, cestista statunitense
- 13 novembre - Alex Feneridis, ex calciatore neozelandese
- 13 novembre - Niccolò Invidia, politico italiano
- 13 novembre - Peter Matthews, velocista giamaicano
- 13 novembre - Martín Rivero, calciatore argentino
- 13 novembre - Bartosz Rymaniak, calciatore polacco
- 13 novembre - Maksim Skavyš, calciatore bielorusso
- 14 novembre - José Abreu, ex calciatore portoghese
- 14 novembre - Mainor Álvarez, calciatore costaricano
- 14 novembre - Matúš Bubeník, altista slovacco
- 14 novembre - Greg Cackett, bobbista e ex velocista britannico
- 14 novembre - Vlad Chiricheș, calciatore rumeno
- 14 novembre - Michael Cox, giocatore di football americano statunitense
- 14 novembre - Dayuan, attrice, cantante e modella cinese
- 14 novembre - Andreu Fontàs, ex calciatore spagnolo
- 14 novembre - Xhevdet Gela, calciatore finlandese
- 14 novembre - Emis Killa, rapper italiano
- 14 novembre - T.Y. Hilton, giocatore di football americano statunitense
- 14 novembre - Guus Joppen, calciatore olandese
- 14 novembre - Leandro Kappel, calciatore olandese
- 14 novembre - Jake Livermore, calciatore inglese
- 14 novembre - Stella Maeve, attrice statunitense
- 14 novembre - Mei Fang, ex calciatore cinese
- 14 novembre - Mirko Giacomo Nenzi, pattinatore di velocità su ghiaccio italiano
- 14 novembre - Megan Plourde, ex pallavolista statunitense
- 14 novembre - Paolo Principi, ginnasta italiano
- 14 novembre - The Ready Set, cantautore e musicista statunitense
- 14 novembre - Zephaniah Thomas, calciatore nevisiano
- 14 novembre - Keith Watson, calciatore scozzese
- 14 novembre - Həsən Əliyev, lottatore azero
- 15 novembre - Juan Alsina, ex calciatore uruguaiano
- 15 novembre - Sebastián Mauricio Fernández, calciatore uruguaiano
- 15 novembre - Carlin Isles, rugbista a 7 statunitense
- 15 novembre - Jasper Iwema, pilota motociclistico olandese
- 15 novembre - Mikita Navumaŭ, calciatore bielorusso
- 15 novembre - Adrián Pedraja, attore e modello spagnolo
- 15 novembre - Veronika Pincová, ex calciatrice ceca
- 15 novembre - Ville Saxman, ex calciatore finlandese
- 15 novembre - Devin Taylor, ex giocatore di football americano statunitense
- 15 novembre - Carson Tinker, giocatore di football americano statunitense
- 15 novembre - Daniel Alejandro Torres, calciatore colombiano
- 15 novembre - Zhang Fengliu, lottatrice cinese
- 15 novembre - Matteo De Mojana, doppiatore e attore teatrale italiano
- 16 novembre - Juan Centeno, giocatore di baseball portoricano
- 16 novembre - Raquel González, marciatrice spagnola
- 16 novembre - Akiem Hicks, giocatore di football americano statunitense
- 16 novembre - Hwang Seon-a, schermitrice sudcoreana
- 16 novembre - Roman Jebavý, ex tennista ceco
- 16 novembre - Javier Jiménez, pallavolista cubano
- 16 novembre - Abigail Johnston, tuffatrice statunitense
- 16 novembre - Efecan Karaca, calciatore turco
- 16 novembre - Connor Lade, ex calciatore statunitense
- 16 novembre - Akeem Latifu, ex calciatore nigeriano
- 16 novembre - Amine Linganzi, ex calciatore algerino
- 16 novembre - Milan Mačvan, ex cestista e politico serbo
- 16 novembre - Nicole McClure, calciatrice giamaicana
- 16 novembre - Sérgio Mota, calciatore brasiliano
- 16 novembre - Mike Vanhamel, calciatore belga
- 16 novembre - Warren Ward, ex cestista canadese
- 16 novembre - Iamsu!, rapper e produttore discografico statunitense
- 16 novembre - Xie Yimin, goista taiwanese
- 16 novembre - Rasta, cantante e rapper serbo
- 17 novembre - Enrico Battaglin, ex ciclista su strada italiano
- 17 novembre - Rémy Ebanega, ex calciatore gabonese
- 17 novembre - June Mar Fajardo, cestista filippino
- 17 novembre - DeJon Gomes, giocatore di football americano statunitense
- 17 novembre - Ryan Griffin, giocatore di football americano statunitense
- 17 novembre - Jiří Janoušek, calciatore ceco
- 17 novembre - Naoto Kamifukumoto, calciatore giapponese
- 17 novembre - Seth Lugo, giocatore di baseball statunitense
- 17 novembre - Diogo Rafael, hockeista su pista portoghese
- 17 novembre - Khaled Salem, calciatore palestinese
- 17 novembre - Jonathan Suazo, calciatore cileno
- 17 novembre - Kotomi Takahata, ex tennista giapponese
- 17 novembre - Ali Tamposi, paroliera e cantautrice statunitense
- 17 novembre - Roman Zozulja, ex calciatore ucraino
- 17 novembre - Emmsjé Gauti, rapper islandese
- 18 novembre - Marc Albrighton, ex calciatore inglese
- 18 novembre - Mohamed Ben Othman, ex calciatore tunisino
- 18 novembre - Mari Eide, fondista norvegese
- 18 novembre - José Manuel Fernández Reyes, calciatore spagnolo
- 18 novembre - Cyrus Gray, giocatore di football americano statunitense
- 18 novembre - Adrián Juhász, canottiere ungherese
- 18 novembre - Lu Jiajing, tennista cinese
- 18 novembre - Natalie Osman, wrestler statunitense
- 18 novembre - Michael Pohl, velocista tedesco
- 18 novembre - Ronny Rodelin, calciatore francese
- 19 novembre - Vladislav Bykanov, pattinatore di short track israeliano
- 19 novembre - Omar Cisneros, ostacolista cubano
- 19 novembre - Kenneth Faried, cestista statunitense
- 19 novembre - Marion Lotout, astista francese
- 19 novembre - Mónica Portillo, attrice e ballerina spagnola
- 19 novembre - Erik Pérez, artista marziale misto messicano
- 19 novembre - Benedikt Röcker, allenatore di calcio e ex calciatore tedesco
- 19 novembre - Kayla Standish, cestista statunitense
- 19 novembre - Tyga, rapper, attore e personaggio televisivo statunitense
- 19 novembre - Réka Szőcs, calciatrice ungherese
- 19 novembre - Roman Trofimov, saltatore con gli sci russo
- 19 novembre - Bobo Ungenda, calciatore della Repubblica Democratica del Congo
- 19 novembre - Wágner Fogolari, ex calciatore brasiliano
- 20 novembre - Boris Bede, giocatore di football americano francese
- 20 novembre - Mama Cax, modella haitiana († 2019)
- 20 novembre - Artak Dašyan, calciatore armeno
- 20 novembre - Stefanie Enzinger, calciatrice austriaca
- 20 novembre - Abby Erceg, calciatrice neozelandese
- 20 novembre - César Hinestroza, calciatore colombiano
- 20 novembre - Cody Linley, attore statunitense
- 20 novembre - Miriam Mayorga, calciatrice argentina
- 20 novembre - Agon Mehmeti, ex calciatore e allenatore di calcio svedese
- 20 novembre - Jonas Mendes, calciatore guineense
- 20 novembre - Sergej Polunin, ballerino, modello e attore russo
- 20 novembre - Scott Thomas, cestista statunitense
- 20 novembre - Eduardo Vargas, calciatore cileno
- 20 novembre - Nike Winter, calciatrice austriaca
- 21 novembre - Ali Al-Bulaihi, calciatore saudita
- 21 novembre - Mark Beevers, calciatore inglese
- 21 novembre - Sadie Bjornsen, fondista statunitense
- 21 novembre - Will Buckley, ex calciatore inglese
- 21 novembre - Dárvin Chávez, ex calciatore messicano
- 21 novembre - Fabian Delph, ex calciatore inglese
- 21 novembre - Mohamed Ihab, sollevatore egiziano
- 21 novembre - Brett Maher, giocatore di football americano statunitense
- 21 novembre - Andi Ribaj, ex calciatore albanese
- 21 novembre - Elise Ringen, ex biatleta norvegese
- 21 novembre - Antoine Roussel, hockeista su ghiaccio francese
- 21 novembre - Chris Singleton, cestista statunitense
- 21 novembre - Jesulito, giocatore di calcio a 5 spagnolo
- 21 novembre - Khyri Thornton, giocatore di football americano statunitense
- 21 novembre - Justin Tucker, giocatore di football americano statunitense
- 21 novembre - Mateo Túnez, pilota motociclistico spagnolo
- 22 novembre - Joe Adams, giocatore di football americano statunitense
- 22 novembre - Igor' Boev, ciclista su strada russo
- 22 novembre - Maximiliano Correa, calciatore argentino
- 22 novembre - Tyrone Crawford, ex giocatore di football americano canadese
- 22 novembre - Alden Ehrenreich, attore statunitense
- 22 novembre - Alessio Foconi, schermidore italiano
- 22 novembre - Viviana Giordano, cestista italiana
- 22 novembre - Yoiver González, calciatore colombiano
- 22 novembre - Kara Mbodj, ex calciatore senegalese
- 22 novembre - Dorian Lévêque, ex calciatore francese
- 22 novembre - Benedetta Mazza, conduttrice televisiva, conduttrice radiofonica e ex modella italiana
- 22 novembre - Miloš Mijić, calciatore serbo
- 22 novembre - Natalie Novosel, ex cestista statunitense
- 22 novembre - Jon Rudnitsky, attore statunitense
- 22 novembre - Chris Smalling, calciatore inglese
- 22 novembre - Lane Taylor, giocatore di football americano statunitense
- 22 novembre - Gabriel Torje, calciatore rumeno
- 22 novembre - Lucas Waldesbühl, ex cestista svizzero
- 23 novembre - Sara Baggioli, ex cestista italiana
- 23 novembre - Timotej Dodlek, calciatore sloveno
- 23 novembre - Margot van Geffen, hockeista su prato olandese
- 23 novembre - Matthew Hayward, ex sciatore freestyle canadese
- 23 novembre - Steven Marshall, pallavolista canadese
- 23 novembre - Sergio Nápoles, ex calciatore messicano
- 23 novembre - Ross Redman, calciatore nordirlandese
- 23 novembre - Jesse Root, hockeista su ghiaccio statunitense
- 23 novembre - Jonathan Routledge, ex calciatore inglese
- 23 novembre - Ross Stripling, giocatore di baseball statunitense
- 23 novembre - Coron Williams, ex cestista statunitense
- 24 novembre - Joel Broda, ex hockeista su ghiaccio canadese
- 24 novembre - Sheniqua Ferguson, velocista bahamense
- 24 novembre - Trevor Gaskins, cestista statunitense
- 24 novembre - Mario Gavranović, ex calciatore svizzero
- 24 novembre - Dejen Gebremeskel, mezzofondista etiope
- 24 novembre - Yaritza Goulet, schermitrice cubana
- 24 novembre - Lukáš Hrádecký, calciatore slovacco
- 24 novembre - Evan Ravenel, cestista statunitense
- 24 novembre - Anna Ryžykova, ostacolista e velocista ucraina
- 24 novembre - Eliza Taylor, attrice australiana
- 24 novembre - Marco Wittmann, pilota automobilistico tedesco
- 25 novembre - Mohamed Badr Hassan, calciatore egiziano
- 25 novembre - Jacopo Cerutti, pilota motociclistico italiano
- 25 novembre - Tom Dice, cantautore belga
- 25 novembre - Juliann Faucette, pallavolista statunitense
- 25 novembre - Patsy Ferran, attrice spagnola
- 25 novembre - Enrique García Martínez, calciatore spagnolo
- 25 novembre - Nicolás Gorobsov, calciatore argentino
- 25 novembre - Andrej Lar'kov, fondista russo
- 25 novembre - David Loubeau, ex cestista statunitense
- 25 novembre - Stephen Lunsford, attore, regista e produttore cinematografico statunitense
- 25 novembre - Lucas Malacarne, ex calciatore argentino
- 25 novembre - Daniel Natou, calciatore vanuatuano
- 25 novembre - Kasia Popowska, cantante polacca
- 25 novembre - Steve Smith, mountain biker canadese († 2016)
- 25 novembre - Jared Stegman, giocatore di football americano australiano
- 25 novembre - Jarius Wright, giocatore di football americano statunitense
- 26 novembre - Christian Altamirano, calciatore honduregno
- 26 novembre - Tom Ballard, comico e attore australiano
- 26 novembre - Ian Borrows, canoista australiano
- 26 novembre - Juan Torres Ruiz, ex calciatore spagnolo
- 26 novembre - Joe Gormley, calciatore nordirlandese
- 26 novembre - James Hype, disc jockey britannico
- 26 novembre - Maria Sanchez, tennista statunitense
- 26 novembre - Claudia Schiess, modella ecuadoriana
- 26 novembre - Quanterus Smith, ex giocatore di football americano statunitense
- 26 novembre - Junior Stanislas, ex calciatore inglese
- 26 novembre - Loai Taha, calciatore israeliano
- 26 novembre - Takumi Takahashi, pilota motociclistico giapponese
- 26 novembre - Naoki Wako, ex calciatore giapponese
- 27 novembre - Ana Cleger, pallavolista cubana
- 27 novembre - Misha Cross, attrice pornografica polacca
- 27 novembre - Dwayne Davis, cestista statunitense
- 27 novembre - Moreno, rapper italiano
- 27 novembre - Michael Floyd, giocatore di football americano statunitense
- 27 novembre - Stefan Lex, allenatore di calcio e ex calciatore tedesco
- 27 novembre - Nam Bo-ra, attrice sudcoreana
- 27 novembre - Sercan Sararer, calciatore turco
- 27 novembre - Freddie Sears, calciatore inglese
- 27 novembre - Andrej Sobolev, snowboarder russo
- 27 novembre - Robert Steeples, giocatore di football americano statunitense
- 27 novembre - Amir Waithe, calciatore panamense
- 28 novembre - Laura Brock, calciatrice australiana
- 28 novembre - Jelyzaveta Bryzhina, velocista ucraina
- 28 novembre - Josh Magette, cestista statunitense
- 28 novembre - Federico Nardelli, produttore discografico e compositore italiano
- 28 novembre - D.J. Seeley, cestista statunitense
- 28 novembre - Erick Téllez, calciatore nicaraguense
- 29 novembre - Dominic Adiyiah, ex calciatore ghanese
- 29 novembre - Kirstie Alora, taekwondoka filippina
- 29 novembre - Stefan Bradl, pilota motociclistico tedesco
- 29 novembre - Joren Dom, calciatore belga
- 29 novembre - Francesca Ferrazzo, attrice italiana
- 29 novembre - Martin Jindráček, calciatore ceco
- 29 novembre - Nadia Lawrence, calciatrice gallese
- 29 novembre - Madelein Meppelink, giocatrice di beach volley olandese
- 29 novembre - Dominique Morrison, cestista statunitense
- 29 novembre - Bongani Ndulula, ex calciatore sudafricano
- 29 novembre - Leonardo Passos Alves, ex calciatore brasiliano
- 29 novembre - Juan Gabriel Patiño, calciatore paraguaiano
- 29 novembre - Cesinha, calciatore brasiliano
- 29 novembre - Yūsuke Tanaka, ginnasta giapponese
- 29 novembre - Emiliano Terzaghi, calciatore argentino
- 30 novembre - Mudir Al-Radaei, calciatore yemenita
- 30 novembre - Paulo Albarracín, ex calciatore peruviano
- 30 novembre - Mohamed Aoudou, ex calciatore beninese
- 30 novembre - Gabriela Belisario, attrice italiana
- 30 novembre - Christian Bwamy, ex calciatore keniota
- 30 novembre - Íñigo Cervantes, tennista spagnolo
- 30 novembre - Adelaide Clemens, attrice australiana
- 30 novembre - Dieylani Fall, calciatore senegalese
- 30 novembre - Kimberly Hill, ex pallavolista statunitense
- 30 novembre - Ahmed Mahmoud, calciatore emiratino
- 30 novembre - Lee Jung-su, pattinatore di short track sudcoreano
- 30 novembre - Quini, calciatore spagnolo
- 30 novembre - Félix Micolta, calciatore colombiano
- 30 novembre - Ferguson Rotich, mezzofondista keniota
- 30 novembre - Adama François Sene, calciatore senegalese
- 30 novembre - Vladimír Weiss, calciatore slovacco